# Nuova Pallacanestro Pavia 2009-2010
La Nuova Pallacanestro Pavia 2009-2010, sponsorizzata Paul Mitchell a partire dal 30 gennaio 2010, ha preso parte al campionato professionistico italiano di Legadue.

## Roster
| Giocatori |
| --------- |

|    | Naz.                                       | Ruolo | Sportivo          | Anno | Alt. | Peso |  |
| -- | ------------------------------------------ | ----- | ----------------- | ---- | ---- | ---- |  |
| 4  | Stati Uniti (bandiera)                     | G     | Joseph Forte      | 1981 | 192  | 90   |  |
| 5  | Stati Uniti (bandiera)                     | AC    | Ruben Boykin      | 1985 | 201  | 102  |  |
| 6  | Italia (bandiera)                          | GA    | Óscar Gugliotta   | 1982 | 193  | 85   |  |
| 8  | Italia (bandiera)                          | G     | Tommaso Raspino   | 1989 | 190  | 80   |  |
| 10 | Italia (bandiera)                          | GA    | Martin Colussi    | 1981 | 193  | 90   |  |
| 11 | Italia (bandiera)                          | AC    | Marco Ammannato   | 1988 | 202  | 100  |  |
| 12 | Stati Uniti (bandiera) · Italia (bandiera) | PG    | Mike Nardi        | 1985 | 185  | 86   |  |
| 14 | Italia (bandiera)                          | A     | Alberto Chiumenti | 1987 | 205  | 85   |  |
| 15 | Austria (bandiera)                         | C     | Bernd Volcic      | 1976 | 205  | 104  |  |
| 17 | Italia (bandiera)                          | PG    | Daniele Parente   | 1978 | 190  | 90   |  |

| Staff tecnico                  |
| ------------------------------ |
| Allenatore: Walter De Raffaele |
| Assistente: Cesare Riva        |

| Giocatori acquisiti a stagione in corso |
| --------------------------------------- |

|    | Naz.                                       | Ruolo | Sportivo                        | Anno | Alt. | Peso |  |
| -- | ------------------------------------------ | ----- | ------------------------------- | ---- | ---- | ---- |  |
| 4  | Stati Uniti (bandiera)                     | G     | Joseph Forte dall'8 gennaio     | 1981 | 192  | 90   |  |
| 6  | Italia (bandiera)                          | GA    | Óscar Gugliotta dal 25 febbraio | 1982 | 193  | 85   |  |
| 12 | Stati Uniti (bandiera) · Italia (bandiera) | P     | Mike Nardi dal 22 ottobre       | 1985 | 186  | 85   |  |
| 5  | Stati Uniti (bandiera)                     | A     | Ruben Boykin dal 15 gennaio     | 1985 | 201  | 102  |  |
| 17 | Italia (bandiera)                          | P     | Daniele Parente dal 15 ottobre  | 1978 | 190  | 90   |  |

| Giocatori ceduti a stagione in corso |
| ------------------------------------ |

|    | Naz.                                       | Ruolo | Sportivo                                 | Anno | Alt. | Peso |  |
| -- | ------------------------------------------ | ----- | ---------------------------------------- | ---- | ---- | ---- |  |
| 13 | Stati Uniti (bandiera)                     | G     | Alvin Young fino al 28 gennaio           | 1975 | 191  | 88   |  |
| 9  | Italia (bandiera)                          | P     | Alessandro Bencaster fino al 18 febbraio | 1980 | 193  | 85   |  |
| 19 | Stati Uniti (bandiera)                     | A     | Brett Winkelman fino al 6 febbraio       | 1986 | 198  | 95   |  |
| 20 | Stati Uniti (bandiera) · Italia (bandiera) | P     | Steve Dagostino fino al 7 novembre       | 1985 | 180  | 72   |  |

Legaduebasket: Dettaglio statistico